# Chrysoxestis
Chrysoxestis é um gênero de mariposa pertencente à família Acrolepiidae.